# Południowa Afryka na Zimowych Igrzyskach Olimpijskich 2006
Południową Afrykę na Zimowych Igrzyskach Olimpijskich 2006 reprezentowało 3 sportowców. Alexander Heath stał się pierwszym mieszkańcem Afryki, który wystartował we wszystkich 5 alpejskich konkurencjach na zimowych igrzyskach olimpijskich.

## Występy

### Narciarstwo alpejskie
Alexander Heath
- kombinacja
  - zjazd - 1:47.62
  - I runda - nie ukończył

- zjazd
  - czas - 1:59.79 (52. miejsce)

- slalom
  - przejazd 1 - nie ukończył

- supergigant
  - czas - 1:37.77 (50. miejsce)

### Biegi narciarskie
Oliver Kraas
- 15 km stylem klasycznym
  - finał - nie ukończył

- 50 km stylem dowolnym ze startu wspólnego
  - finał - nie ukończył

- sprint
  - kwalifikacje: 2:27.68 - (57. miejsce) - poza finałem

### Skeleton
mężczyźni
| zawodnik    | przejazd 1 | przejazd 2 | razem   | miejsce     |
| ----------- | ---------- | ---------- | ------- | ----------- |
| Tyler Botha | 59.43      | 1:00.63    | 2.00.06 | 21. miejsce |